# 王在山大紀念碑
王在山大紀念碑是位於朝鮮咸鏡北道穩城郡的紀念性建築，臨近中朝邊界。1975年建立。中間部分為金日成銅像，後爲66米高的類主體思想塔建築，寓意朝鮮人民在勞動黨領導下艱苦的抗日武裝鬥爭歷史。